# Biotopo Hühnerspiel
Biotopo Hühnerspiel este o arie protejată (arie specială de conservare — SAC, sit de importanță comunitară — SCI) din Italia întinsă pe o suprafață de 144 ha, integral pe uscat.

## Localizare
Centrul sitului Biotopo Hühnerspiel este situat la coordonatele 46°56′29″N 11°29′15″E / 46.9414°N 11.4875°E.

## Înființare
Situl Biotopo Hühnerspiel a fost declarat sit de importanță comunitară în septembrie 1995 pentru a proteja 5 specii de animale. Situl a fost protejat și ca arie specială de conservare în noiembrie 2016.

## Biodiversitate
Situată în ecoregiunea alpină, aria protejată conține 10 habitate naturale: Fânețe montane, Pajiști alpine și subalpine calcaroase, Tufărișuri subarctice cu Salix spp., Păduri alpine de Larix decidua și/sau Pinus cembra, Pajiști alpine și boreale, Pajiști boreale și alpine pe substrat silicios, Formațiuni ierboase bogate în specii de Nardus, dezvoltate pe substraturi silicioase în zone montane (și în zone submontane, în Europa continentală), Grohotișuri calcaroase și de șisturi calcaroase de la nivelul montan până la nivelul alpin (Thlaspietea rotundifolii), Lespezi calcaroase, Pante stâncoase calcaroase cu vegetație casmofită.
La baza desemnării sitului se află mai multe specii protejate de  păsări (5): ciocârlie-de-câmp (Alauda arvensis), acvilă de munte (Aquila chrysaetos), Lagopus muta helvetica, ciocănitoare de munte (Picoides tridactylus), sturzul de vâsc (Turdus viscivorus)
Pe lângă speciile protejate, pe teritoriul sitului au mai fost identificate 15 specii de plante, 9 specii de păsări, 2 specii de amfibieni, 2 specii de mamifere.